# Station Długie Pole
Station Długie Pole is een spoorwegstation in de Poolse plaats Giemlice.